# Чисте (Альменєвський округ)
Чи́сте (рос. Чистое) — село у складі Альменєвського округу Курганської області, Росія.
Населення — 299 осіб (2010, 363 у 2002).
Національний склад станом на 2002 рік:
- росіяни — 92 %